# Johan Christian von Jenisch

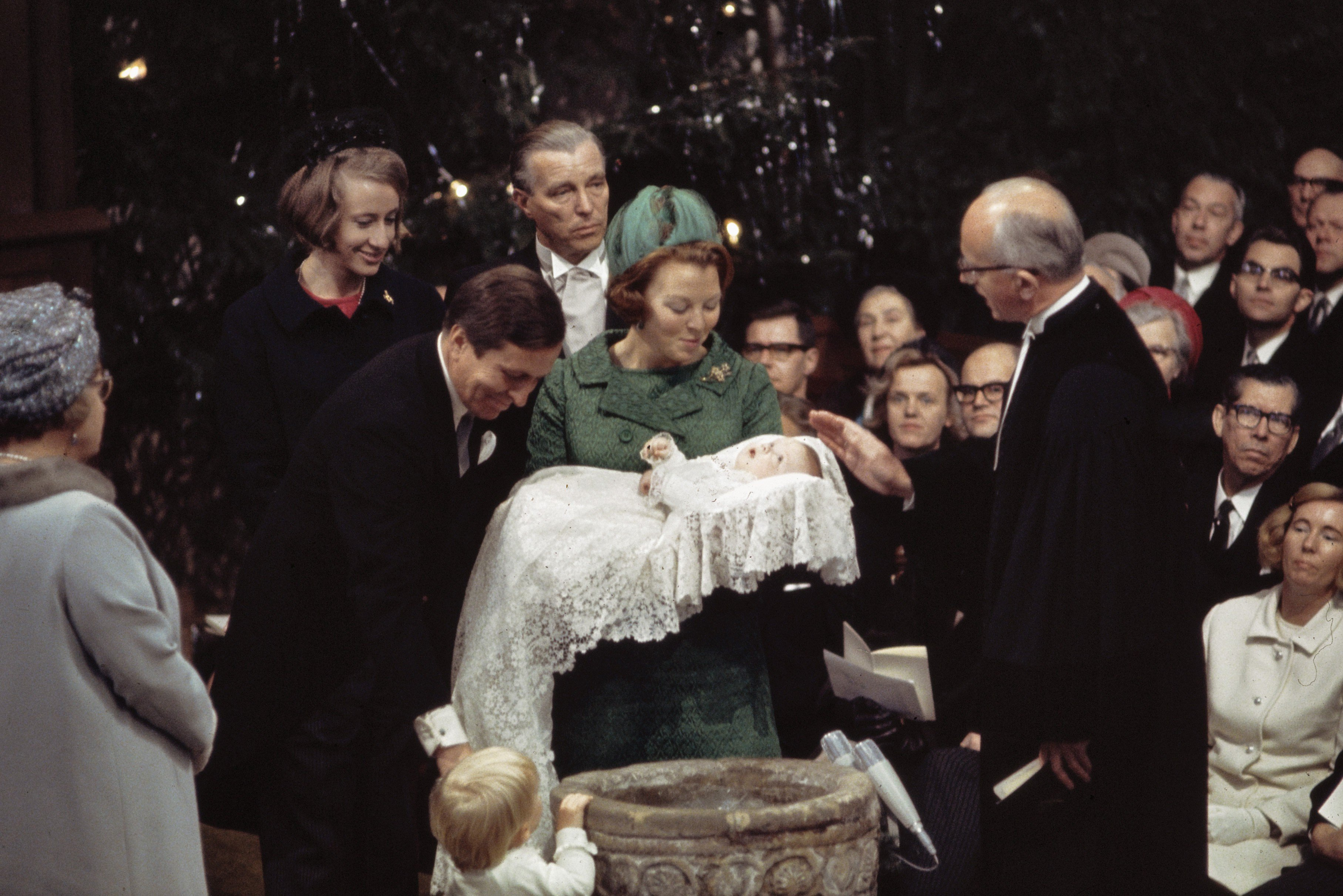
Johan Christian von Jenisch (midden achter) tijdens de doop van prins Friso

Johan Christian Freiherr (Nederlands: baron) von Jenisch, heer van Blumendorf, enz. (Blumendorf, 2 november 1914 - 23 juli 2003) was een Duits militair en een van de peetvaders van de Nederlandse prins Friso van Oranje-Nassau van Amsberg.

## Biografie
Von Jenisch, lid van de familie Von Jenisch, was het vijfde en jongste kind van de in 1906 in de Pruisische adelstand verheven diplomaat Martin Jenisch (1861-1924) en Thyra gravin Grote (1881-1967); zijn twee oudere broers, beiden ritmeester, sneuvelden in de Tweede Wereldoorlog: Wilhelm (1908-1943) in Griekenland, Martin (1910-1943) in Rusland, waarna hij vanaf 1943 de enige mannelijke telg van het geslacht was. Hij studeerde staatswetenschappen en rechten aan de universiteiten van Kiel, Genève en Freiburg. Tijdens de Tweede Wereldoorlog diende hij in het Duitse leger als eerste luitenant.
Hij trouwde in 1946 met Elisabeth gravin von Kageneck (1925), dochter van de generaal-majoor Karl graaf von Kageneck, vleugeladjudant van de Pruisische keizer en koning Wilhelm II van Duitsland; ook Martin Jenisch verkeerde in de intieme kring van de keizer. Uit dit huwelijk werden vier kinderen geboren. 
Von Jenisch beheerde het familielandgoed Blumendorf bij Bad Oldesloe. Hij stond bekend als een goed ruiter, was bestuurslid van verscheidene ruiterverenigingen en was bevriend met prins Claus van Amsberg.
Hij was getuige bij het huwelijk van Claus met kroonprinses Beatrix der Nederlanden en een peetvader van hun tweede zoon prins Friso van Oranje-Nassau van Amsberg. Hun andere zonen, kroonprins Willem-Alexander der Nederlanden en prins Constantijn der Nederlanden, waren aanwezig bij zijn begrafenis op 1 augustus 2003 te Bad Oldesloe. Een kleindochter van Von Jenisch, Theodora Petalas, was bruidsmeisje bij het huwelijk van Friso en Mabel Wisse Smit.